# Woolley (West Yorkshire)
Woolley – wieś w Anglii, w hrabstwie ceremonialnym West Yorkshire, w dystrykcie metropolitalnym Wakefield. Leży 21 km na południe od miasta Leeds i 252 km na północ od Londynu.